# Bakonygyirót
Bakonygyirót is een plaats (község) en gemeente in het Hongaarse comitaat Győr-Moson-Sopron. Bakonygyirót telt 180 inwoners (2001).